# Arlegui

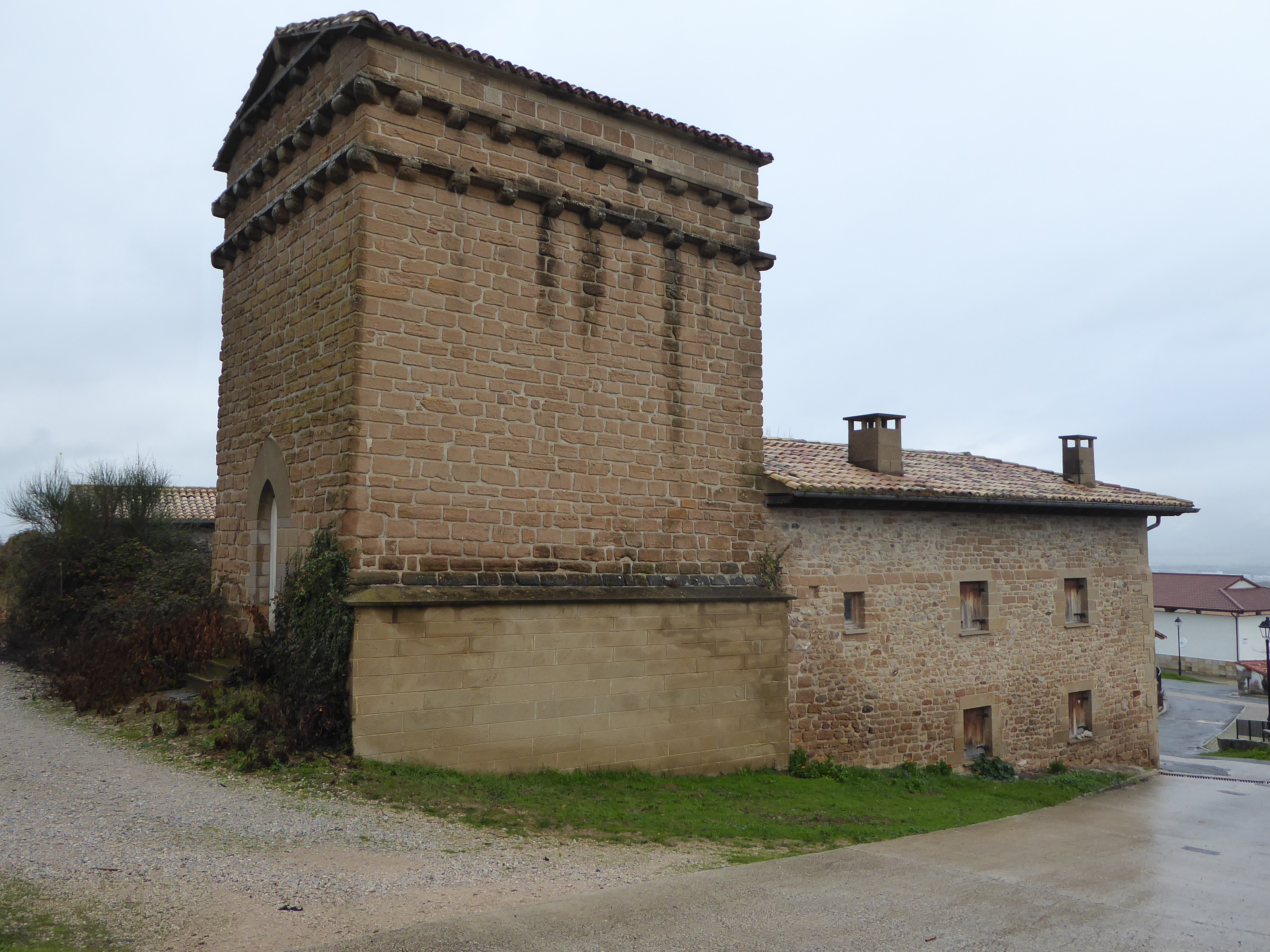

Arlegui en espagnol ou Arlegi en basque est un village situé dans la municipalité de Galar dans la Communauté forale de Navarre, en Espagne. Il est doté du statut de concejo.
Arlegui est situé dans la zone linguistique mixte de Navarre.

## Démographie
Au 1er janvier 2007, la population d'Arlegui s'élevait à 90 habitants.
| 2000 | 2001 | 2002 | 2003 | 2004 | 2005 | 2006 | 2007 |
| ---- | ---- | ---- | ---- | ---- | ---- | ---- | ---- |
| 71   | 71   | 69   | 91   | 92   | 87   | 85   | 90   |